# Neoconocephalus retusiformis
Neoconocephalus retusiformis är en insektsart som beskrevs av Walker, T.J. och Greenfield 1983. Neoconocephalus retusiformis ingår i släktet Neoconocephalus och familjen vårtbitare. Inga underarter finns listade i Catalogue of Life.